# Бурлаков, Сергей Владимирович
Сергей Владимирович Бурлаков (род. 26 мая 1971 года, Таганрог, СССР) — российский общественный деятель, член Общественной палаты РФ шестого и седьмого составов, депутат Государственной думы VIII созыва.

## Биография
Сергей Бурлаков родился 26 мая 1971 года в Таганроге. Рос в неполной многодетной семье, где мать, помимо него, воспитывала двоих младших дочерей. С 12 лет стал зарабатывать, торгуя редиской с приусадебного участка. Чтобы помогать семье, после школы пошёл в ПТУ, выбрав направления плиточника-мозаичника. По окончании училища поступил в Таганрогский строительный техникум.
После первого курса Бурлакова призвали в армию, направили служить в Забайкальский военный округ в стройбат. В декабре 1992 года за 108 дней до демобилизации Бурлаков ехал в военном уазике с солдатом-водителем. В нескольких километрах от Читы водитель потянулся поменять волну на радиоприёмнике, потерял управление, и машина упала с 15-метрового обрыва. Солдат-водитель сумел самостоятельно выбраться и покинул место аварии, оставив Бурлакова на 45-градусном морозе, так как счёл его погибшим.
Покорёженный автомобиль и окровавленное тело Бурлакова случайно обнаружили женщины, ехавшие в шесть утра на утреннюю смену. Они растёрли замёрзшее тело духами и закутали в пуховые платки. После чего Бурлакова доставили в госпиталь. У него был пробит висок, сломаны ребра, повреждены внутренние органы. Врачи под руководством хирурга из военного госпиталя полковника Владимира Лубянова работали над телом в течение трёх суток. Кровь сдавали сослуживцы. Бурлакова удалось спасти, но не удалось избежать ампутации: он лишился кистей рук и ног до колен.
После полугода в госпитале Бурлаков вернулся в часть, потом были дембель, поездка на протезирование в Москву и возвращение в Таганрог. Там он решил завершить обучение в техникуме и максимально адаптироваться к жизни, чтобы не тяготить семью и избежать депрессии. Бурлаков научился одеваться, готовить, плавать, ходить и даже бегать на протезах.
В 1994 году Бурлаков уехал из Таганрога. В том же году впервые принял участие в состязаниях для людей с инвалидностью в Дзержинске Нижегородской области. Он бежал стометровку. Благодаря показанным результатами его отобрали на Чемпионат России. В июне 1994 года он заработал серебро на 100-метровой и золото на 200-метровой дистанции.
В 2000 году вернулся в Таганрог, где стал инициатором создания и президентом Федерации физкультуры и спорта среди инвалидов. С 2002 года — куратор развития физкультуры и спорта среди инвалидов в Ростовской области при областной администрации.
Вместе с ним выступал ещё один спортсмен с четырёхкратной ампутацией из Польши. Поляк сошёл после 5 км, а Сергей преодолел 26 км — дальше он не смог продолжить из-за сломавшегося протеза. Ему вручили медаль за полумарафон, а полученной премии хватило только на билет до дома. В следующем году Бурлаков предпринял новую попытку пробежать марафон в Нью-Йорке, на этот раз он преодолел всю трассу за 6 часов 51 минуту. Он стал первым человеком, преодолевшим марафонскую дистанцию на протезах, и был включён в Международную книгу рекордов Гиннесса.
После Сергей Бурлаков занялся плаванием. В 2009 году последовало увлечение пулевой стрельбой и триатлоном. В 2016 году занялся карате и уже в октябре 2017 года стал бронзовым призёром в командном зачете среди здоровых спортсменов.
В 2006 году с помощью журналиста Галины Ткаченко выпустил автобиографическую книгу «Найти свой марафон». За неё стал лауреатом литературной премии Николая Островского.
Средства, вырученные от реализации книги, Бурлаков потратил на организацию 19-дневного велопробега «Москва — Ростов-на-Дону — Таганрог», в котором сам проехал 1200 километров.
В 2007 году окончил факультет физического воспитания Ростовского педагогического института Южного федерального университета. На «отлично» защитил диплом о физической реабилитации и креативной адаптации людей с инвалидностью, получив специальность педагога по физической культуре.
В феврале 2014 года Сергей Бурлаков был одним из факелоносцев в эстафете олимпийского огня к Зимним Паралимпийским играм 2014.
В 2017 году Сергей Бурлаков завоевал золото и бронзу чемпионата мира по сётокан-карате. В 2019 году выиграл золото на чемпионате мира по пара-карате.

## Общественная деятельность
Сергей Бурлаков много путешествует по стране, встречается со школьниками, студентами и взрослыми, делится с ними своим опытом и жизнелюбием.
Сергей Бурлаков — создатель и руководитель общественной организации «Дети отечества». Запустил проект «Дерево Памяти», в рамках которого высаживают одно именное дерево за погибшего бойца в Великой Отечественной войне. Также в ноябре 2020 года Сергей Бурлаков выступил учредителем Федерации пара-карате России.
Входит в совет при Уполномоченном при Президенте России по правам ребёнка. Указом Президента России Владимира Путина от 12 февраля 2019 года Сергей Бурлаков был утверждён членом Общественной палаты Российской Федерации.
В 2020 году утверждён в новый состав Общественной палаты РФ. Является первым заместителем председателя комиссии по доступной среде и развитию инклюзивных практик.
В июне 2021 года на съезде «Единой России» в Москве Сергей Бурлаков был утверждён в качестве кандидата-одномандатника по Таганрогскому избирательному округу № 151 на предстоящих выборах в Государственную думу VIII созыва. По итогам выборов, прошедших 19 сентября стал депутатом Государственной думы, занял первое место с 40,72 % голосов, опередив соперника от КПРФ Евгения Бессонова (28,64 %).

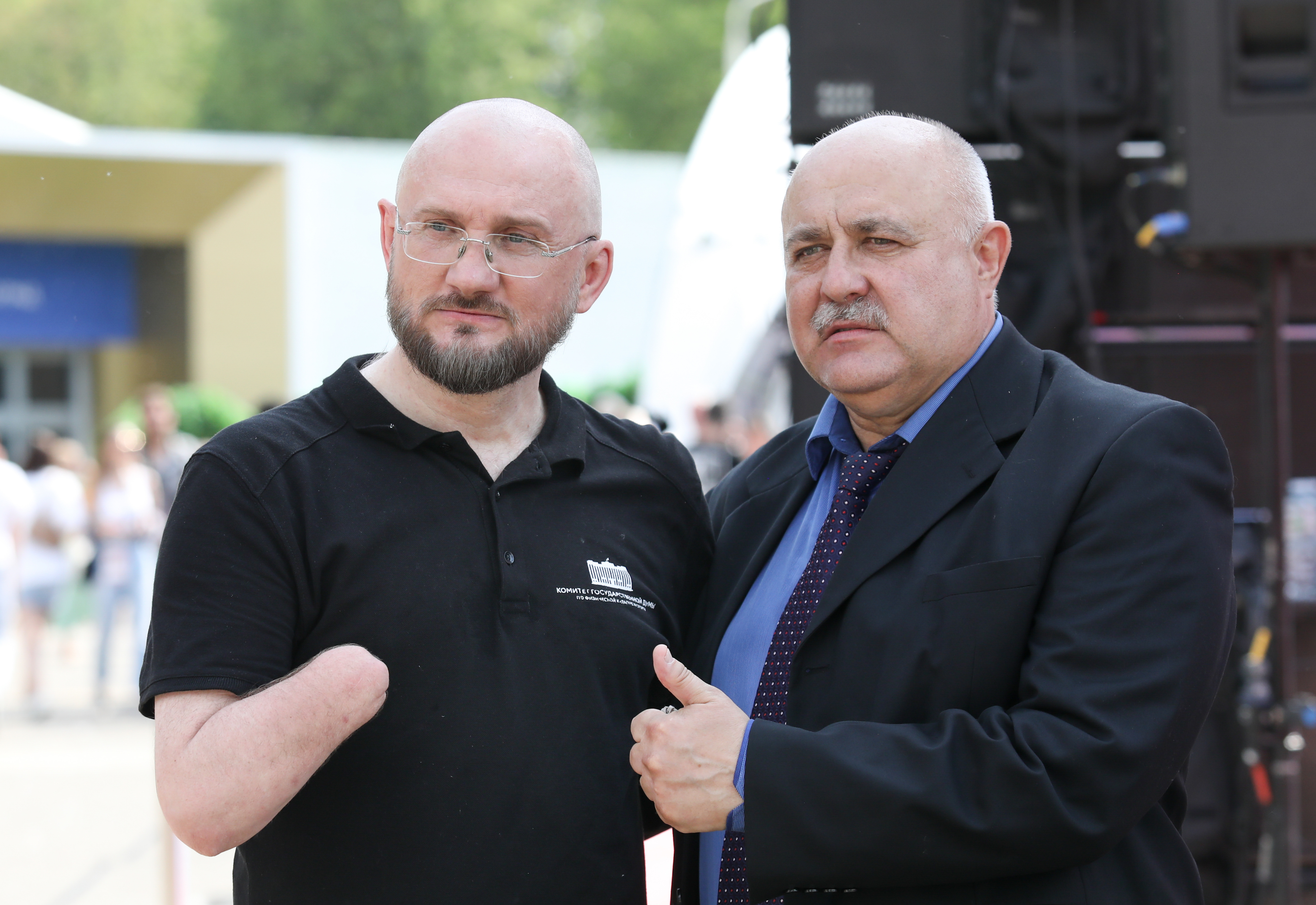
Сергей Бурлаков и исполнительный Директор Национального Совета Айкидо России Игорь Пасько / Международная выставка-форум «Россия»

## Санкции
23 февраля 2022 года внесён в санкционные списки стран Евросоюза за действия и политику, которые подрывают территориальную целостность, суверенитет и независимость Украины и еще больше дестабилизируют Украину.
24 февраля 2022 года включён в санкционный список Канады «близких соратников режима» за голосование о признании независимости «так называемых республик в Донецке и Луганске».
24 марта 2022 года, на фоне вторжения России на Украину, включён в санкционный список США за «соучастие в войне Путина» и «поддержку усилий Кремля по вторжению в Украину», Госдеп США заявил что депутаты Госдумы используют свои полномочия для преследования инакомыслящих и политических оппонентов, нарушают свободу информации, ограничивают права человека и основные свободы граждан России.
Позднее, по аналогичным основаниям, включён в санкционные списки Великобритании,  Швейцарии, Австралии, Японии, Украины и Новой Зеландии.

## Спортивные достижения
На 2020 год Сергей Бурлаков обладатель множества титулов и наград:
- 7-кратный Ironman
- Многократный победитель ультратриатлона Siberman
- Пятикратный победитель ультратриатлона «Ермак»
- Чемпион мира и обладатель чёрного пояса по карате (2019)
- Рекордсмен «Книги рекордов Гиннесса» — первый человек с четырёхкратной ампутацией, поднявший в воздух летательный аппарат — дельтаплан
- Призёр в номинации «Spirit of Space», которую в прессе неофициально называют «спортивным Оскаром» (2019)
- Обладатель титулов «Человек года», «Настоящий герой», «Посол мира JCI», «Золотой пояс» (2019) и многих других

## Семья
Женат. Супруга Валерия работает врачом-отоларингологом в поликлинике. В браке в мае 2002 года родился сын Дмитрий.